# Чужі проти Хижака: Реквієм
«Чужі́ про́ти Хижака́: Ре́квієм» (англ. Aliens vs. Predator: Requiem або AVP:R) — американський фантастичний фільм жахів 2007 року режисерів Коліна і Грега Штраусів. Стрічка є сіквелом до фільму «Чужий проти Хижака» (події розгортаються безпосередньо починаючи з останньої сцени пріквела) і продовженням фільмів про прибульців Чужих та Хижаків. Бюджет картини менший, ніж у попередника (60 млн. доларів) і склав 40 млн доларів, а касові збори 128 884 494 долари, продаж на DVD — 28 550 434 $. Прем'єра відбулась 25 грудня 2007 року. Слоган фільму: «Цього Різдва на Землі не буде миру».
Корабель Хижаків падає у лісі коло Ганнісона, штат Колорадо. Прибульці атаковані гібридом Хижака і Чужого (англ. Predalien), а після аварії Чужі вибираються назовні і атакують місто. На Землю прилітає Хижак задля знищення Чужих і слідів перебування тут корабля своєї раси. Внаслідок боротьби прибульців та людей місто знищується, а живими лишаються лише 4 мешканців із 5776.

## Сюжет
Фільм починається одразу після закінчення попереднього. На космічному кораблі прибульців з тіла Хижака Шрама з минулого фільму з'являється гібрид Чужого і Хижака, який має риси обох і може розмножуватись, не відкладаючи яєць. Новий вид знищує команду корабля, але під час сутички один з хижаків пошкоджує обшивку корабля і він падає на Землю, біля містечка Ганнісон (Колорадо) у США. Зі скляних капсул втікають обличчехапи і атакують мисливців (батька і сина) у лісі та безпритульних у каналізаційному колекторі. Тим часом на планету Хижаків приходить сигнал тривоги, надісланий Хижаком, що вижив після падіння і був убитий гібридом. Один з них вирушає на Землю, щоб знищити Чужих та сліди падіння корабля.
До міста повертаються колишній ув'язнений Даллас Говард та після служби в армії Келлі О'Браєн. Шериф Едді Моралес відвозить Далласа додому, де він зустрічає молодшого брата Ріккі. Ріккі закоханий у колишню однокласницю Джессі, і через це його побив її хлопець Дейл з друзями, а також викинув ключі від машини у каналізацію. Брати вирушають на їх пошуки і знаходять у воді скинуту шкіру чужого. Келлі повертається додому, де її зустрічають чоловік Тім та донька Моллі, яка після довгої розлуки тримається дещо на відстані.
Тим часом, шериф шукає в лісі зниклих мисливців, Сема і Бадді. Хижак прибуває на Землю, підриває розбитий корабель і знищує тіла людей та обличчехапів за допомогою спеціального розчинника. У лісі він випадково помічає помічника шерифа Рея і вбиває його, здерши шкіру і підвісивши на дерево. Тепер прибулець йде слідами гібрида і потрапляє до каналізації, де знищує тіла безпритульних і перекриває виходи за допомогою керованих наручним комп'ютером лазерних пасток. Його атакують Чужі, яких він вбиває, а гібриду вдається втекти до міста. Хижак, пробивши дорогу, продовжує його переслідування. Деякі Чужі тікають до електростанції, де під час сутички з ними Хижак відключає у місті світло.
Вночі Ріккі та Джессі зустрічаються у шкільному басейні, але їх знаходить Дейл з друзями, Марком і Ніком. Починається бійка, у запалі якої з'являються Чужі і вбивають друзів Дейла. Іншим вдається втекти. Моллі активує прилад нічного бачення і помічає прибульця в саду. Вона кличе батьків і з-за вікна нападає Чужий, який вбиває Тіма, а Келлі з донькою втікає з будинку. Чужі і гібрид, що ними керує, в цей час вбивають всіх у місцевому ресторані, а Хижак знищує сліди у басейні. Келлі і Моллі зустрічають шерифа та братів Говардів з друзями. Вони зупиняються у магазині спортивних товарів. Вони викликають на допомогу Національну Гвардію, але, коли вони прибувають у місто, усі гинуть. У магазин потрапляють також Чужі і Хижак. Відбувається сутичка, результатом якої є загибель Дейла та пошкодження зброї Хижака, він мусить переробити її на пістолет.
Людям вдається втекти, вони знаходять транспорт Національної Гвардії та зв'язуються з полковником Стівенсом, який обіцяє евакуювати мешканців з центра міста. Келлі не вірить йому і ще з донькою, братами Говардами, Джессі та Дрю (менеджером піцерії, де працює Ріккі) прагне дістатись до лікарні, де є гелікоптер. Шериф же та інші мешканці вирушають до центра міста, чекаючи евакуації. Гібрид прибульців та Чужі захоплюють лікарню і роблять своїм кублом. Шестеро людей прибуває туди, вони мусять дістатись даху. Хижак також з'являється тут. Він починає битись з Чужими і випадково вбиває Джессі сюрікеном. Дрю також гине. Іншим вдається досягти гелікоптера. Даллас використовує зброю Хижака проти Чужих і гелікоптер злітає. Хижак і гібрид б'ються і смертельно ранять один одного. В цей час, за наказом Стівенса, з літака на місто скидають ядерну бомбу.
Гелікоптер падає за містом і його оточують військові. Даллас віддає їм зброю Хижака і повертається до пораненого брата. Полковник Стівенс демонструє її міс Ютані (власниці корпорації Вейланд-Ютані), яка говорить, що людство не готове до цієї технології. Полковник зазначає, що ця технологія не для людства, і забирає кейс із пістолетом Хижака.

## Акторський склад
- Стівен Паскуаль — Даллас Говард, колишній ув'язнений, що повернувся до свого міста, приятель шерифа Е. Моралеса
- Рейко Айлсворс — Келлі О'Браєн, мати Моллі, повернулась після військової служби
- Джон Ортіс — Едді Моралес, шериф Ганнісона, приятель Далласа Говарда, очолював пошуки зниклих містян та евакуацію
- Джонні Льюїс — Ріккі Говард, молодший брат Далласа, закоханий у колишню однокласницю Джессі, працівник піцерії
- Аріель Гейд — Моллі О'Браєн, донька Келлі та Тіма
- Крістен Гаґер — Джессі, любовний інтерес Ріккі і його колишня однокласниця
- Сем Треммелл — Тім, чоловік Келлі, батько Моллі, який виховував її доки Келлі була у армії
- Роберт Джой — полковник Стівенс, командувач військовими силами, що прибули до міста для знищення Чужих, ініціював знищення Ганнісона
- Девід Петкоу — Дейл, хлопець Джессі, що часто б'є Ріккі
- Ієн Вайт — Хижак Вовк, прибулець, озброєний звичною зброєю Хижаків, а також екіпірований лазерними пастками, батогом і розчинником органіки, який вирушив на Землю, щоб знищити Чужих та розбитий космічний корабель; інших Хижаків зіграли Ієн Фуер та Боббі «Слім» Джонс
- Том Вудрафф мол. — Чужий та гібрид (англ. Predalien) Чет, прибульці, що атакували Ганнісон